# Per Dich (album)
Per Dich er Per Dichs andet album, som udkom i 1967 på forlaget Sonet

## Nummerliste
1. "Morder Anders"
2. "Om sommeren"
3. "Med en næse sort som kul"
4. "Billy My Boy"
5. "Du må aldrig sælge dit hår"
6. "Låste du døren da du gik"
7. "I Spaniens måneskin"
8. "Myren"
9. "Julian Grimau – min broder"
10. "Charmøren"
11. "Jag väntar vid min mila"
12. "Vandresang"